# Улица Академика Королёва (Уфа)
Улица Академика Королёва — улица в жилом районе Сипайлово Октябрьского района города Уфы. Названа в честь Сергея Павловича Королёва.

## История
Своё название новая улица в строящемся Сипайлово получила в 1983, накануне заселения района, наряду с ещё одной сипайловской улицей, названной в честь первого космонавта Юрия Гагарина. Инициаторами названий были Заслуженный строитель Республики Башкортостан Владимир Унжаков и Заслуженный архитектор РСФСР, главный архитектор Уфы, Фарид Рехмуков.